# Fade into You
Fade into You est une chanson du groupe de rock Mazzy Star issue de leur album So Tonight That I Might See. La chanson a été écrite par la parolière Hope Sandoval et le compositeur David Roback. Elle est la seule chanson de Mazzy Star à être entrée dans le Billboard Hot 100 où elle a culminé à la quarante-quatrième place.
En 2021, elle est classée 468e dans la liste des « 500 plus grandes chansons de tous les temps » du magazine américain Rolling Stone.
En 2024, la chanson apparaît dans l'épisode 1 de la série Netflix Le Problème à trois corps.